# Karlslunda-Mortorps församling
Karlslunda-Mortorps församling är en församling i Södermöre pastorat i Kalmar-Ölands kontrakt i Växjö stift inom Svenska kyrkan och ligger i Kalmar kommun. 
Församlingskyrkor är Karlslunda kyrka och Mortorps kyrka.

## Administrativ historik
Församlingen bildades 1 januari 2010 genom sammanslagning av Karlslunda församling och Mortorps församling och ingår sedan dess i Södermöre pastorat.
Församlingskyrkor är Karlslunda kyrka och Mortorps kyrka.